# Olga Kuznetsova
Olga Kuznetsova (Rusia, 23 de octubre de 1967) es una atleta rusa retirada especializada en la prueba de 1500 m, en la que consiguió ser subcampeona europea en pista cubierta en 2000.

## Carrera deportiva
En el Campeonato Europeo de Atletismo en Pista Cubierta de 2000 ganó la medalla de plata en los 1500 metros, con un tiempo de 4:13.45 segundos, tras la rumana Violeta Szekely  y por delante de su paisana rusa Yuliya Kosenkova  (bronce con 4:13.60 segundos).